# Боткінська стежка
Боткінська стежка — гірська стежка в Криму. Починається північніше ялтинської Галявини казок. Прокладена по лівій частині долини річки Учан-Су до скелі Ставрі-Кая. Започаткована стежка лікарем-терапевтом Сергієм Петровичем Боткіним (1832—1889).
Протяжність стежки — 4,5 км. Перепад висот — 450 м. Прокладена у 1901—1902 рр.

## Галерея

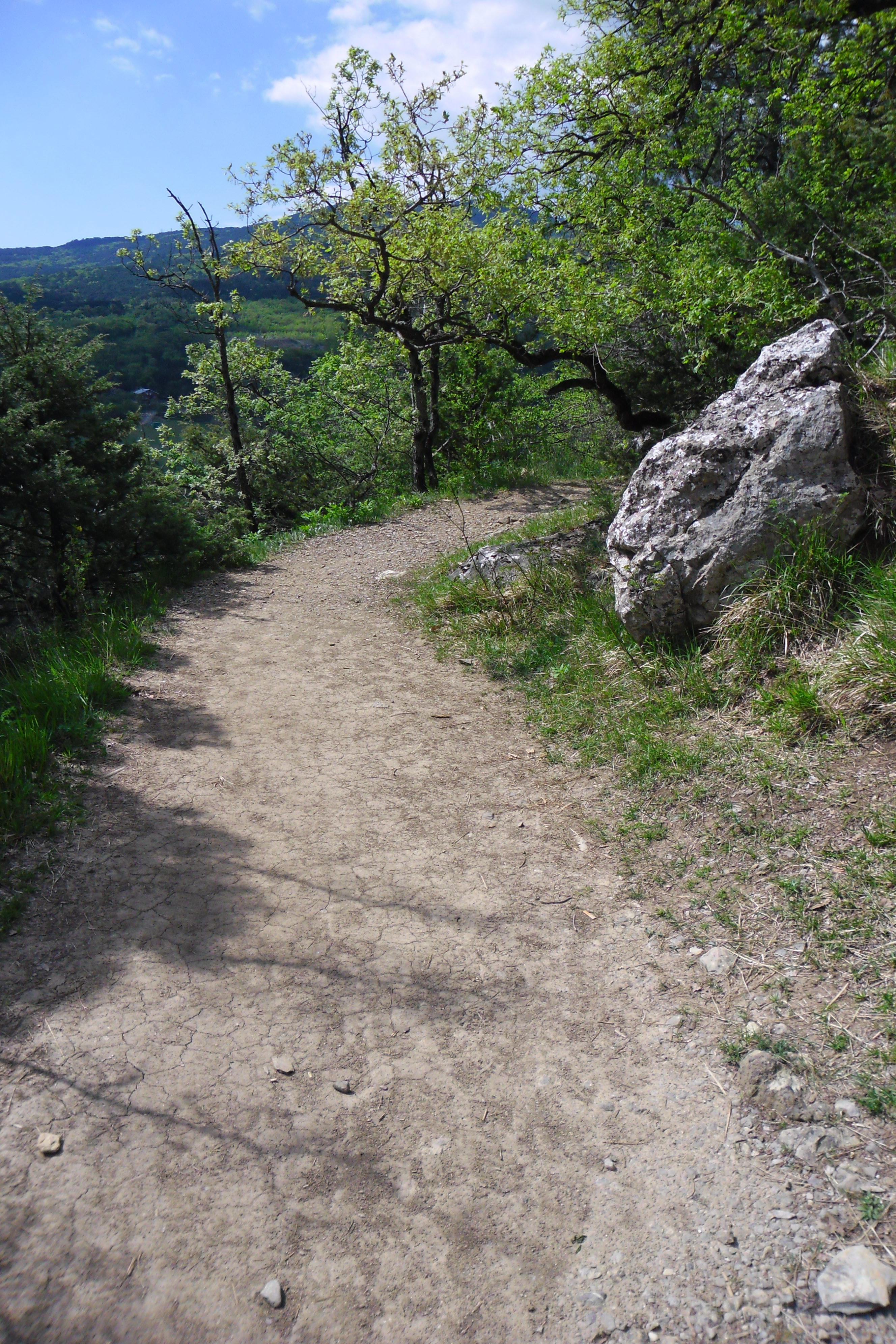
Боткінська стежка. Фрагмент.
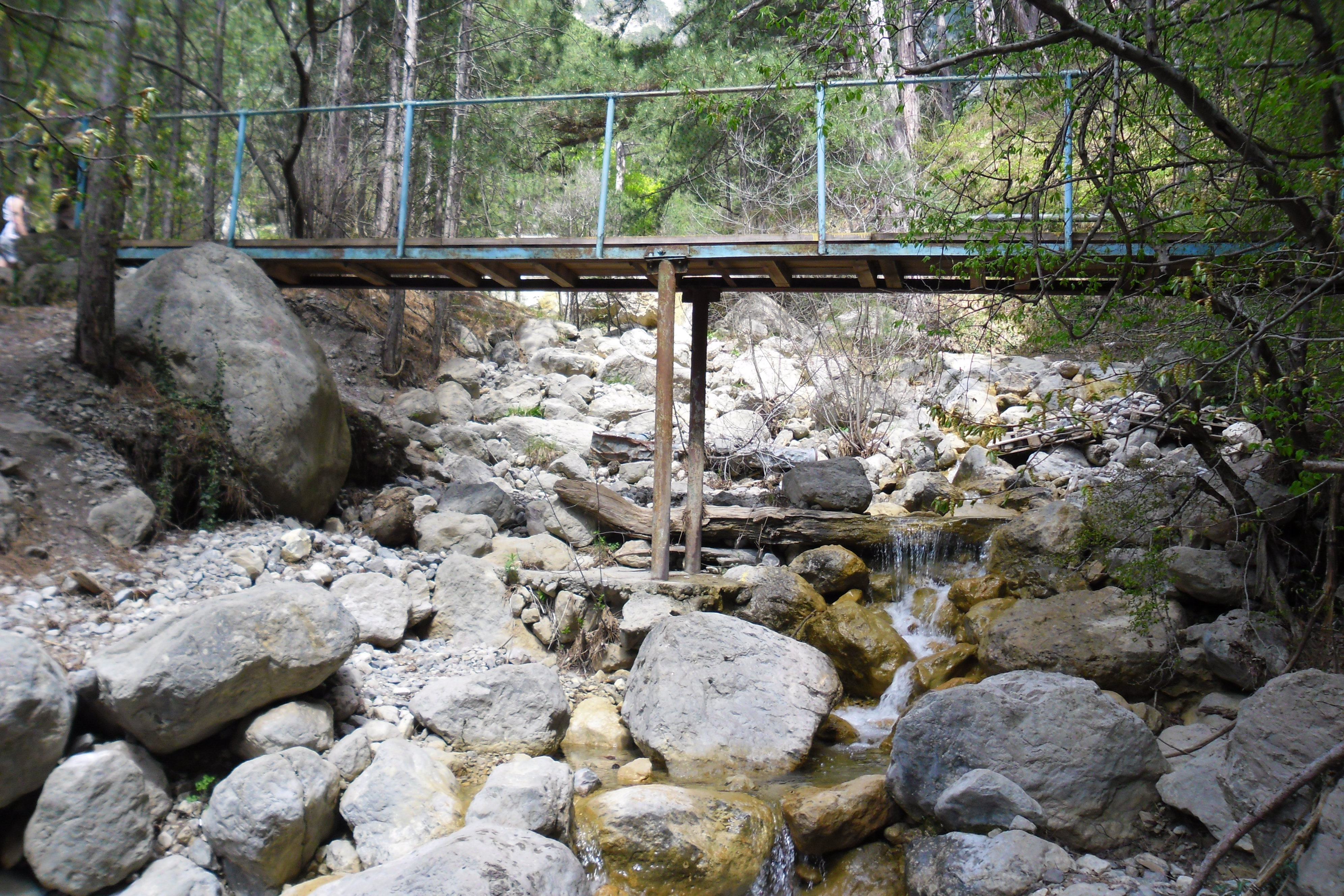
Боткінська стежка. Фрагмент.
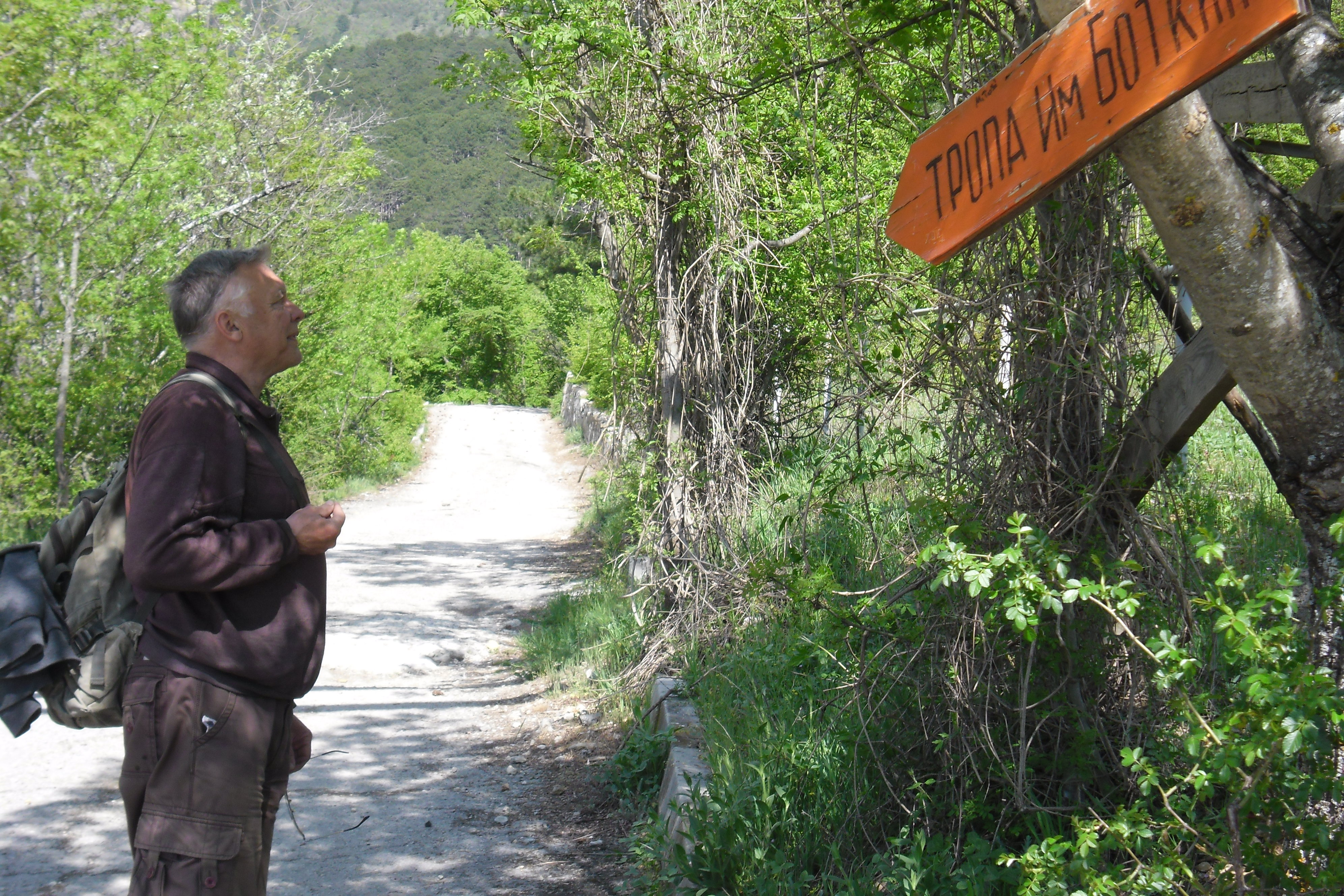
На початку Боткінської стежки.
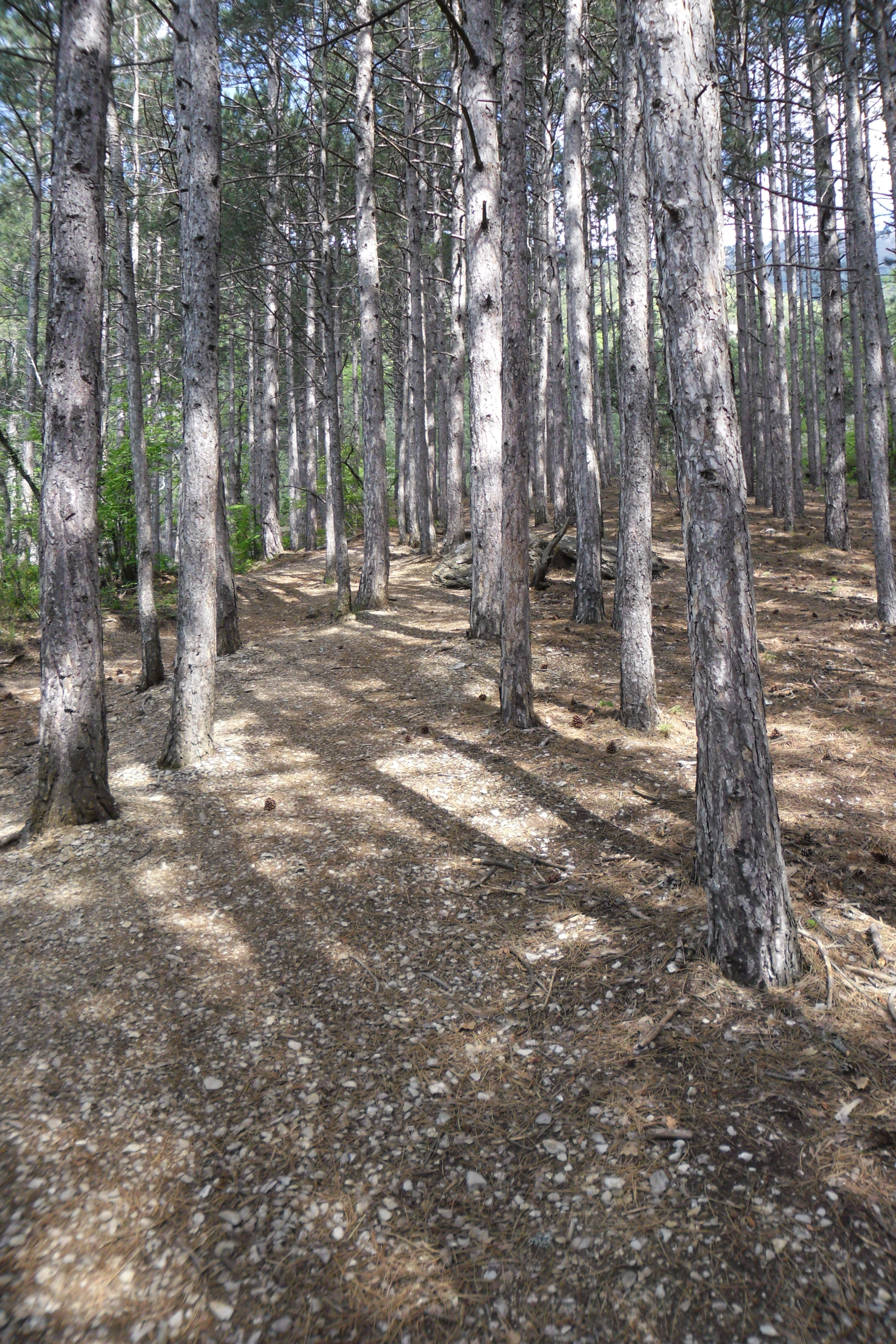
Боткінська стежка. Фрагмент.
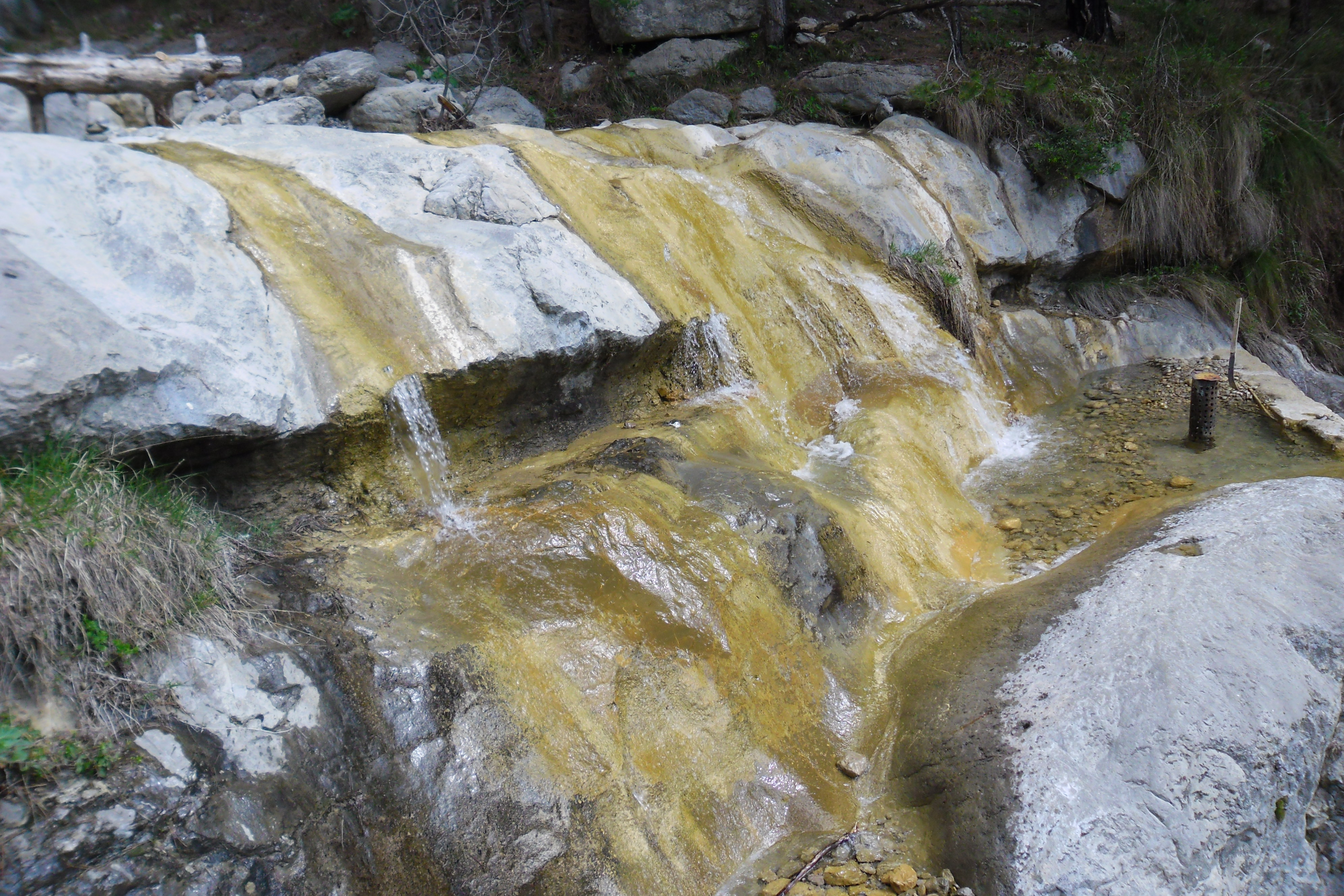
Водоспад Яузлар. Фрагмент.
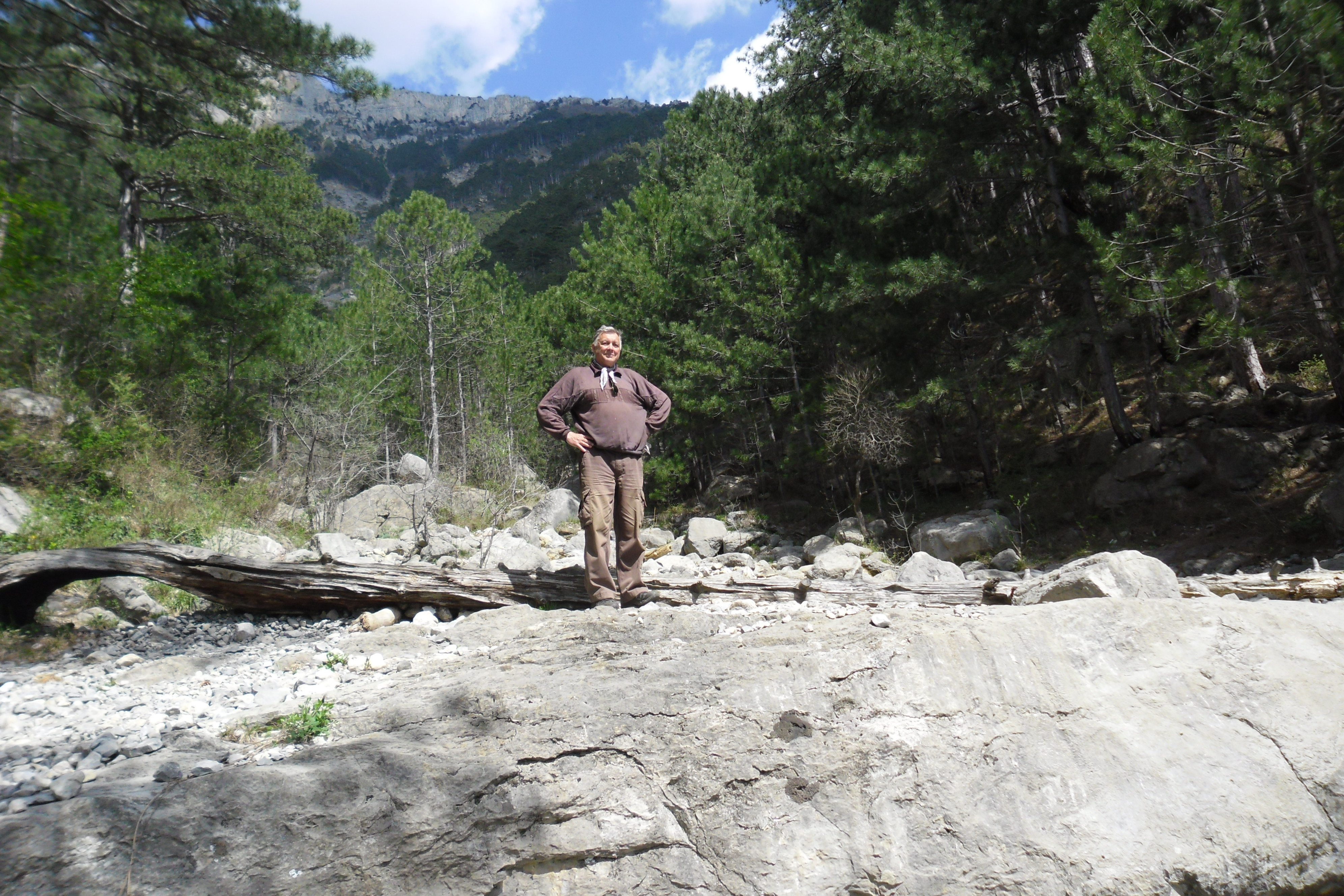
Над водоспадом.